# Mantisalca duriaei

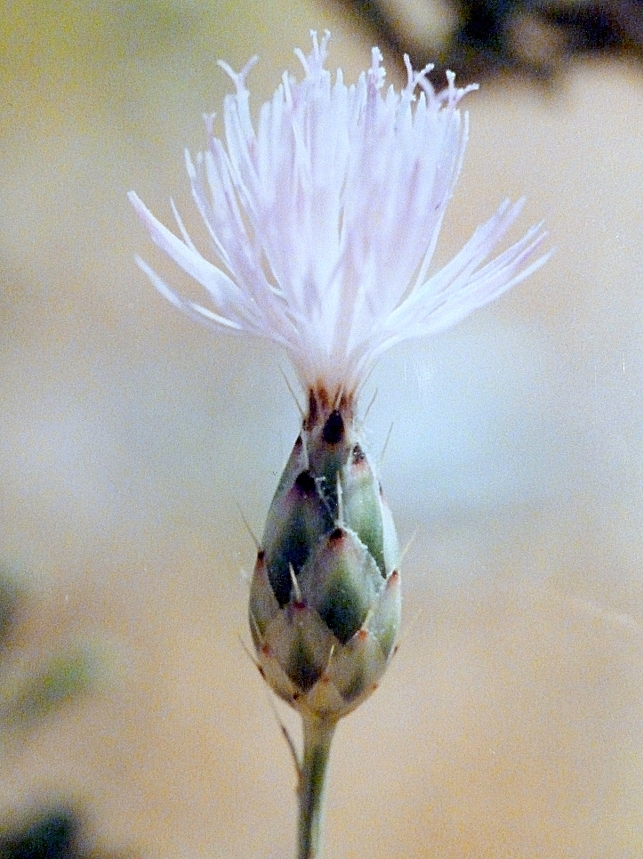
Capítulo en floración; note la espina apical larga de las brácteas involucrales.

Mantisalca duriaei es una especie del género Mantisalca de la tribu Cynareae, subtribu Centaureinae, en la familia Asteraceae. Ocasionalmente citada como M. aristata.

## Descripción
De aspecto general muy parecido a Mantisalca salmantica, con la cual se puede confundir a primera vista. La diferencia esencial reside en los aquenios que son dimorfos y sin vilano, o con uno muy corto y simple, los externos de M. duriaei, y homomorfos y con vilano doble los de M. salmantica. Las diferencia también el carácter anual de M. duriaei, mientras M.salmantica es perenne; y que los lóbulos de la corola son más largos en esta última. Finalmente, la arista apical de las brácteas involucrales es de mayor longitud que en M. salmantica y no es caediza como frecuentemente sucede con esta.

## Distribución
Nativa en la península ibérica - muy repartida puntualmente en todo el territorio, las Islas Baleares (Mallorca) y el Magreb. Presente, probablemente introducida, en Francia.

## Taxonomía
Mantisalca duriaei fue descrita por (Spach) Briq. & Cavill. y publicado en Archiv. Sc. Phys. & Nat., Geneve V. xii. 112 (1930).
Sinonimia
- Centaurea duriaei (Spach) Rouy
- Mantisalca duriaei  var. tenella (Spach) Bonnet & Barratte
- Microlonchus duriaei  Spach
- Microlonchus isernianus J.Gay & Webb ex Graells
- Mantisalca iserniana (J.Gay & Webb ex Graells) M.Laínz
- Microlonchus duriaei  var. tenellus (Spach) Bonnet
- Microlonchus strictus Pomel
- Microlonchus tenellus Spach[10]

## Nombres comunes
- Castellano: No constan, pero es altamente probable que a la vista de lo parecido con Mantisalca salmantica, los nombres comunes para las 2 especies sean los mismos.